# Tekkiraz, Canik
Tekkiraz là một xã thuộc quận Canik, tỉnh Samsun, Thổ Nhĩ Kỳ. Dân số thời điểm năm 2010 là 181 người.